# Eduard Bernstein
Eduard Bernstein (Berlín, 6 de gener de 1850 - Berlín, 18 de desembre de 1932), teòric i dirigent socialista marxista alemany, forjador de les teories socialistes reformistes en el si de la socialdemocràcia de la II Internacional i el Sozialdemokratische Partei Deutschlands (SPD).
De família obrera jueva, fou economista i militant de l'SPD d'ençà la seva fundació. Quan el 1878 l'SPD fou il·legalitzat, s'exilià a Suïssa, d'on fou expulsat el 1888. D'allà anà a Londres, on va romandre fins al 1900. Amic de la Fabian Society britànica i molt influït per les seves doctrines, decidí d'emprendre una revisió de l'aplicació del pensament de Karl Marx dins el socialisme marxista, per tal com el benestar relatiu de la classe obrera a finals del segle xix ho podien fer possible. Això s'emmarcà dins les estratègies reformistes endegades per la II Internacional a la mateixa època. Eduard Bernstein proposà en la seva obra Les premisses del socialisme i les tasques de la socialdemocràcia (1899) la transformació gradual del capitalisme vers el socialisme, amb un ritme lent i sense revolució, de la mateixa manera que proposà de mirar amb una certa comprensió l'imperialisme de les grans potències europees, atès que el proletariat se'n beneficiava en la millora de les seves condicions materials.
Dins el SPD, fou derrotat en el congrés de Dresden de 1903, de la mateixa manera que en la II Internacional. Malgrat tot, fou diputat al Reichstag alemany per l'SPD de 1902 a 1906 i de 1912 a 1918. Contrari a l'union sacrée dels partits socialistes europeus amb l'estat liberal burgès durant la Primera Guerra Mundial, s'escindí per formar l'USPD el 1917, juntament amb Karl Kautsky i altres dirigents socialistes de l'SPD contraris a la política del partit. Tanmateix, el 1920 tornà a ingressar dins l'SPD i fou novament diputat per aquest partit entre 1920 i 1928.
Després de la Segona Guerra Mundial, es recuperaren els seus escrits i teories per forjar la nova socialdemocràcia europea